# IC 3934
IC 3934 је спирална галаксија у сазвјежђу Береникина коса која се налази на листи објеката дубоког неба у Индекс каталогу.
Деклинација објекта је + 18° 49' 30" а ректасцензија 12h 58m 17,5s. Привидна величина (магнитуда) објекта IC 3934 износи 15,2 а фотографска магнитуда 16,0.